# Todos lo saben
Todos lo saben (Engelse titel: Everybody Knows) is een Spaans-Frans-Italiaanse film uit 2018, geschreven en geregisseerd door Asghar Farhadi.

## Verhaal
Laura (Penélope Cruz) woont met haar man Alejandro (Ricardo Darín) en kinderen in Buenos Aires. Ze keren terug naar haar geboorteplaats, een dorpje in Spanje, om het huwelijksfeest van Laura's jongste zus bij te wonen. De geheimzinnige verdwijning van hun dochter tijdens hun verblijf legt echter een aantal familiegeheimen bloot.

## Rolverdeling
| Acteur             | Personage                                   |
| ------------------ | ------------------------------------------- |
| Penélope Cruz      | Laura                                       |
| Javier Bardem      | Paco                                        |
| Ricardo Darín      | Alejandro, de Argentijnse man van Laura     |
| Bárbara Lennie     | Bea, de vrouw van Paco                      |
| Inma Cuesta        | Ana, de jongere zus van Laura               |
| Elvira Mínguez     | Mariana, de oudere zus van Laura            |
| Eduard Fernández   | Fernando, de man van Mariana                |
| Ramón Barea        | Antonio, de vader van Mariana, Laura en Ana |
| Sara Sálamo        | Rocío, de dochter van Fernando en Mariana   |
| Carla Campra       | Irene, de dochter van Laura en Alejandro    |
| Roger Casamajor    | Joan, de bruidegom van Ana                  |
| José Ángel Egido   | Jorge, de gepensioneerde politieman         |
| Sergio Castellanos | Felipe, het Spaanse vriendje van Irene      |

## Productie
De filmopnames gingen van start in augustus 2017 in Spanje.

### Release
Todos lo saben ging op 8 mei 2018 in première als openingsfilm van het filmfestival van Cannes.

## Ontvangst

### Recensies
Op Rotten Tomatoes geeft 77% van de 151 recensenten de film een positieve recensie, met een gemiddelde score van 6,91/10. Website Metacritic komt tot een score van 68/100, gebaseerd op 37 recensies.

### Prijzen en nominaties
De film werd genomineerd voor acht Premios Goya.
| Jaar | Prijs                           | Categorie                | Genomineerde                                  | Resultaat   |
| ---- | ------------------------------- | ------------------------ | --------------------------------------------- | ----------- |
| 2018 | Premios Goya (33ste uitreiking) | Beste film               | Todos lo saben                                | Genomineerd |
| 2018 | Premios Goya (33ste uitreiking) | Beste regisseur          | Asghar Farhadi                                | Genomineerd |
| 2018 | Premios Goya (33ste uitreiking) | Beste acteur             | Javier Bardem                                 | Genomineerd |
| 2018 | Premios Goya (33ste uitreiking) | Beste actrice            | Penélope Cruz                                 | Genomineerd |
| 2018 | Premios Goya (33ste uitreiking) | Beste mannelijke bijrol  | Eduard Fernández                              | Genomineerd |
| 2018 | Premios Goya (33ste uitreiking) | Beste origineel scenario | Asghar Farhadi                                | Genomineerd |
| 2018 | Premios Goya (33ste uitreiking) | Beste montage            | Hayedeh Safiyari                              | Genomineerd |
| 2018 | Premios Goya (33ste uitreiking) | Beste origineel nummer   | Javier Limón ("Una de esas noches sin final") | Genomineerd |

## Trivia
Het titelnummer Una de esas noches sin final van Javier Limon werd in april 2020 door luisteraars van Radio 2 benoemd tot TopSong tijdens de Grote Bonanzaweek.